# 杨咏
杨咏（？—？），浙江海宁人，清朝政治人物。
杨咏曾于1759年接替乔守仁任崇明县知县一职，受重于托恩多、陈宏谋。1759年由赵廷健接任。祖楊雍建、伯楊中訥、孫楊文蓀。